# Schikgodinnen

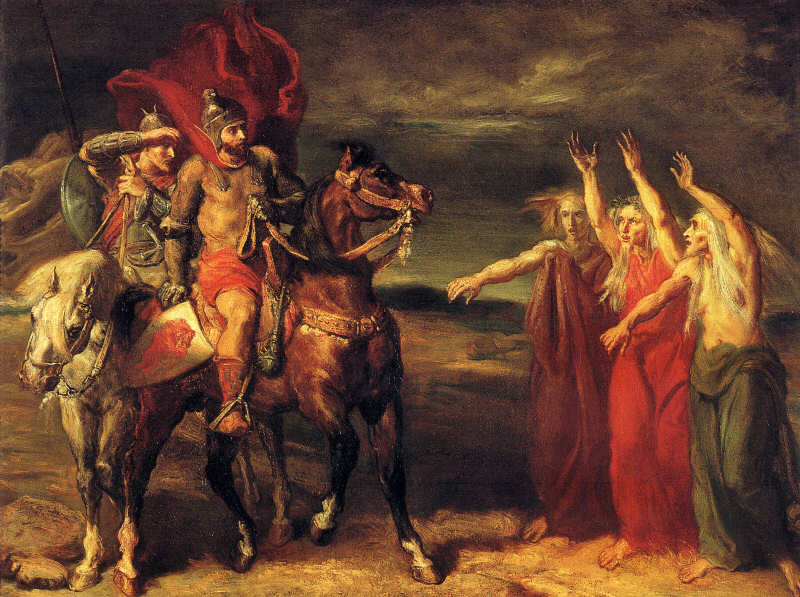
De drie heksen voorspellen de toekomst aan Macbeth, Théodore Chassériau

Schikgodinnen zijn in diverse mythologieën drievoudige godinnen die het levenslot bepalen van mensen alsook vaak van andere goden.

## Griekse mythologie

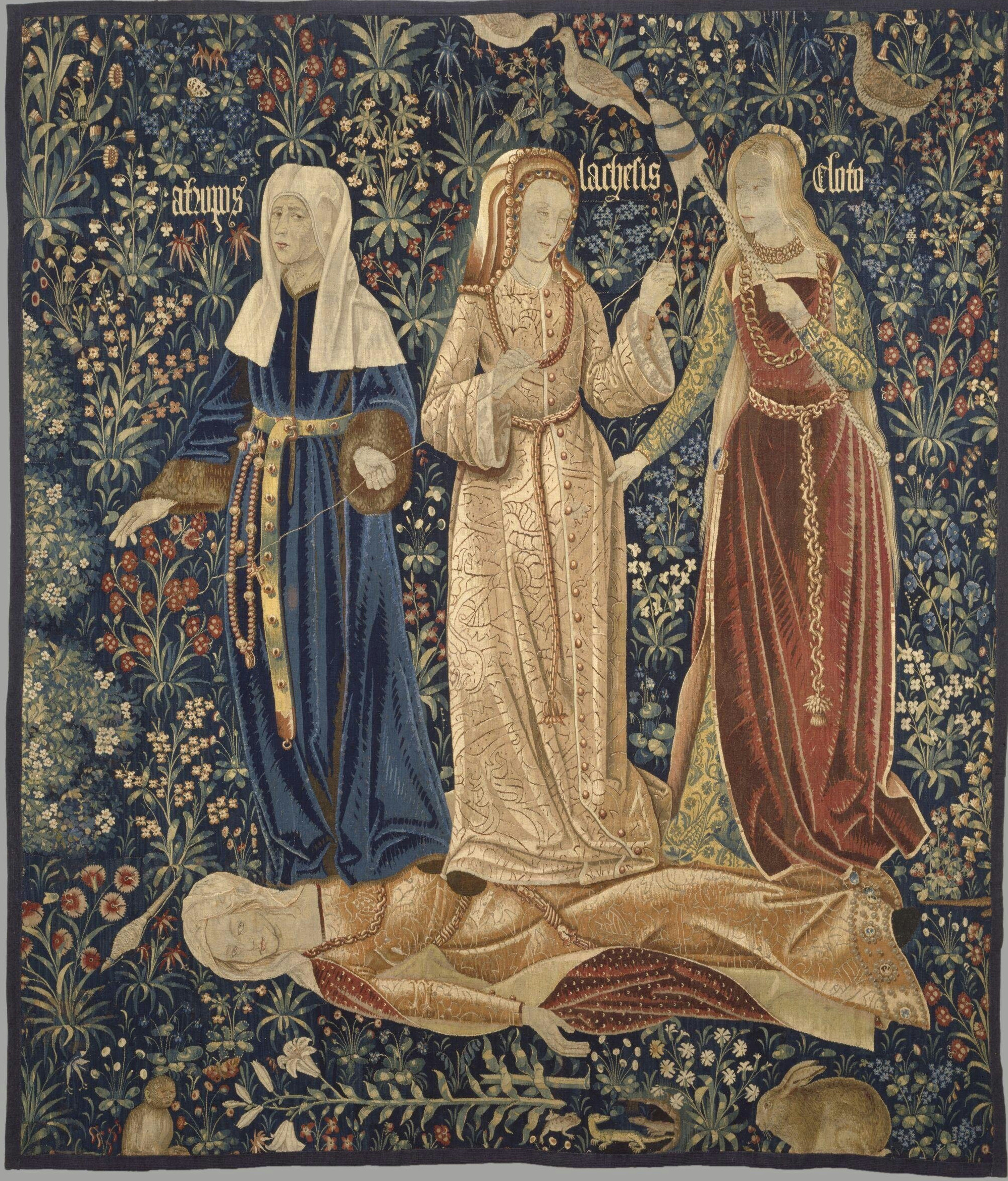
De drie Fates met de levensdraad, 1510-1520

In de Griekse mythologie is de naam Moirai (gelatiniseerd: Moirae). Ze worden voorgesteld als een drievuldige vorm van de godin Moira en bepalen gezamenlijk de levensloop van zowel stervelingen als goden. Dit doen ze door de "levensdraad" van de stervelingen te spinnen, te meten en af te knippen. De oorsprong is vermoedelijk een verschijningsvorm van Aphrodite en later is hun afstamming onder meer door de schrijver Hesodius gegeven als dochter van de godin Nyx (Nacht).
De schikgodinnen in de Griekse mythologie zijn:
- Klotho (“de spinster”, die de levensdraad spon)
- Lachesis (“de verdeelster”, die de draad afmat en aldus besliste hoelang iemand nog te leven had)
- Atropos (“de onafwendbare”, die iemands draad afknipte als zijn tijd gekomen was)

## Romeinse mythologie

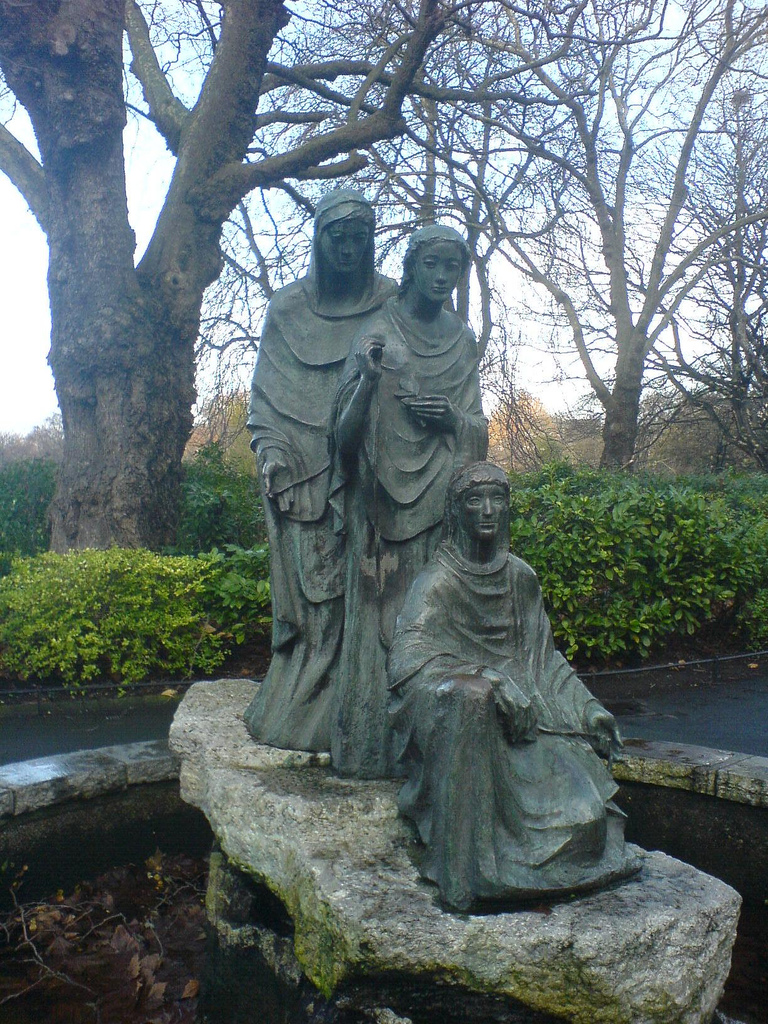
Beeld van de Fatae in Dublin, Ierland

In de Romeinse mythologie is het derivaat van de Griekse vorm Fates bekend onder de naam Fatae of Parcae. Ook hier was er aanvankelijk sprake van een enkelvoudige godin, Fata. De naam is afgeleid van het Latijnse woord voor lot, fatum. Via profetessen werden de godsoordelen maar ook voorspellingen van de godinnen aan mensen overgebracht. Als Parcae was hun taak meer het toedelen van het lot.

## Albanië
Verwant aan deze fatae zijn de Fatit, de geboortefeeën uit de Zuid-Albanese sprookjeswereld die de nieuwgeborene op de derde dag na de geboorte kwamen bezoeken om diens toekomst uit te spreken. Ook een thema én de oorsprong van het woord zelf als de (wens)fee die onder meer optreedt in Europese sprookjes als Doornroosje is een afleiding van de Fatae.

## Noordse mythologie

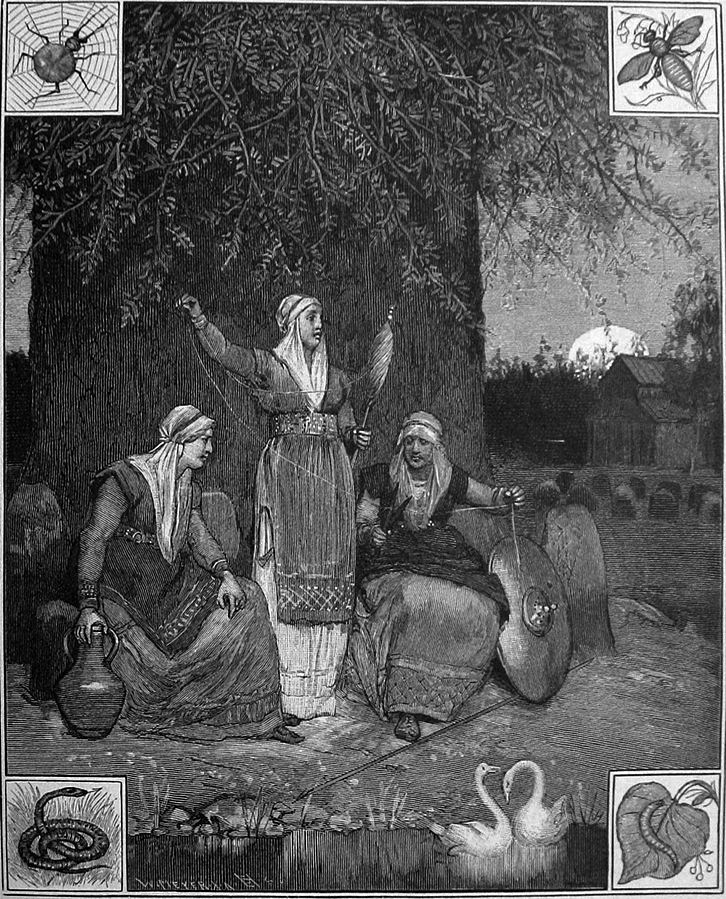
Nornen spinnen de levensdraad

De Noordse mythologie kent de Nornen die in het Oudnoords Nornir genoemd worden. Zij waren drie zusters en kinderen van de reus Norvi. In de Edda worden ze als volgt genoemd:
- Urd (ons "oer" in de betekenis van lot of aarde)
- Verdandi of Werdandi (de essentie of het wezen of het zijn)
- Skuld (behoefte) genoemd.

Ze komen onder meer voor in het Lied van de Wolwa in de Edda en verschijnen als vrouwen uit Jotunheim.
De oudste was Urd, die het verleden beschouwde, Verdandi was jong en ging over het handelen in het heden, en Skuld was degene die de toekomst kon onthullen. Skuld droeg een sluier en een ongeopende boekrol (de toekomst). Urd en Verdandi sneden runen over respectievelijk verleden en heden. Ze woonden in een grot aan de voet van de eeuwige boom de Yggdrasil gelegen aan de Urdarbron. De Nornen besprenkelden deze boom dagelijks met water uit deze bron. Hier beschikten de Nornen over de levens van de mensen en gaven raad aan mensen en goden.
De betekenis van het woord norn is niet zeker, maar mogelijk is er een verwantschap met nyrna wat in het Oudzweeds "in het geheim informeren" betekent. Ook de Nornen spinnen een levensdraad voor elk mens en zijn verantwoordelijk voor het begin van het leven, het verloop en het beëindigen ervan.

## Arabische mythologie
De Arabieren kennen de lotsgodin Manat. Ze was in het pre-islamistische Arabië een van de drie hoofdgodinnen die in Mekka vereerd werden. Ze was een van de oudste "drie dochters van God" en stond ook bekend onder de naam Manawat bij de Nabateers uit de stad Petra en was getrouwd met de god Hubal. In de Koran is ze te vinden in Soera 53:20. Ze was een godin waaraan geofferd werd en die vereerd werd als bepaler van het lot door de inwoners van Medina en Mekka en omstreken. Naar haar tempel in Mekka ondernamen mannen met geschoren hoofd bedevaarten.

## Etruskische mythologie
De Etrusken hadden de schikgodin Nortia. Zij was de godin van het lot, het levensgeluk en de tijdsomloop. Ze wordt geportretteerd met een spijker en hamer. Haar hoofdtempel stond in de stad Volsinii waar er aan het eind van elk jaar een spijker in de muur werd geslagen om de doorgaande tijd te symboliseren en de jaren te tellen.